# Kin, Okinawa
Kin (japanska: 金武町?, Kin-chō), okinawianska:Chin, är en landskommun (köping) i Okinawa prefektur, Japan. Den ligger på huvudön Okinawa cirka 50 kilometer norr om residensstaden Naha. 59% av kommunens yta kontrolleras av USA:s militär, främst genom militärbasen Camp Hansen.
´